# Бобан Янчевський
Бобан Янчевський (мак. Бобан Јанчевски; нар. 30 квітня 1978, Відень, Австрія) — македонський футболіст, виступав на позиції нападника.

## Життєпис
Народився у Відні, проте виріс у селищі Рогачево (поблизу Тетово), де й розпочав займатися футболом. Вихованець клубу «Тетекс», у дорослій команді якого дебютував підкерівництвом Стеве Заковського. Згодом захищав грав за команду «Тиквеша». Після переїзду до Болгарії підписав контракт з пловдивським «Локомотивом». У команді відіграв три сезони, разом з «залізничниками» вигравав національний чемпіонат, виходив на поле в поєдинку Кубку УЄФА проти англійського «Болтона». 
Пізніше повернувся до Македонії, де тренувався з «Македонія Гьорче Петров», однак перебуваючи на контраткті з «Локомотивом». Болгарський клуб зажадав компенсації за перехід македонця у розмірі 50 000 євро, проте македонський клуб відмовився платити. Зрештою, контракт Бобана викупив інший македонський клуб «Башкімі». Сума відступних невідома. 
З 2006 по 2007 рік виступав за «Ренову». Потім виїхав до Бельгії, де грав у «Локерена». 
У 2008 році повернувся до Македонії, де підписав контракт з «Работнічками». 
З 2008 по 2104 рік захищав кольори «Вардара», «Ренови» та «Македонії ГП». У 2014 році приєднався до нижчолігового «Любанци 1974».

### Стиль гри
Досвідчений нападник, відомий своїми потужними ударами, швидкістю та вмінням забивати.

## Досягнення
«Локомотив» (Пловдив)
- Професіональна футбольна група А
  -  Чемпіон (1): 2003/04

«Башкімі»
- Кубок Македонії
  -  Володар (1): 2005

«Работнічкі»
- Перша ліга Македонії
  -  Чемпіон (1): 2007/08

- Кубок Македонії
  -  Володар (1): 2007/08

«Ренова»
- Перша ліга Македонії
  -  Чемпіон (1): 2009/10